# 아스팔트 내 고향
《아스팔트 내 고향》은 1991년 11월 6일부터 1991년 11월 28일까지 방송되었던 KBS 2TV 수목 드라마로 허숙 작가는 해당 프로그램을 통해 처음 드라마 프로그램 집필을 맡았다.
한편, 지나친 언어 폭력 문제로 비난을 샀다.

## 출연진
- 김영애 : 임기주 역
- 신구 : 임 변호사 역
- 정영숙 : 임기주의 양어머니 역
- 박주아
- 양택조
- 김혜선 : 젊은 임기주 역
- 엄유신
- 남윤정
- 양영준
- 안해숙
- 맹호림
- 이춘식
- 류순철
- 유병한
- 이문환
- 이제신
- 조재훈
- 선동혁
- 최용욱
- 임영식
- 김선영
- 강재일
- 김대환
- 김지예
- 이병헌 : 진우 역
- 황선정
- 류용진
- 이선용
- 김현아
- 김하균
- 손현주
- 양재원
- 배도환
- 노현희
- 윤성은
- 손호균
- 김준모
- 윤진호
- 김정균
- 유가영
- 윤관용
- 김소원
- 신용규
- 박현정
- 방숙례
- 이현정
- 박지혜
- 이지형
- 서학
- 김복희
- 송종원
- 조은덕
- 고경숙
- 유루나
- 박삼순
- 여운국
- 윤영아
- 이정후: 어린 임기주 역
- 정유석
- 김진만
- 이주희
- 문혁